# Bokslaar
Bokslaar is een wijk in de Belgische stad Lokeren. De wijk maakt tegenwoordig onderdeel uit van het stadsdeel Lokeren-Zuid.

## Geschiedenis
De plaats bleef eeuwenlang een landelijk gebied. De naam is een samenstelling van boks, wat naar reebok zou verwijzen en laar, een moerassig of woest gebied waar vee kon grazen. Het gehucht Bokslaar lag zo'n twee kilometer ten zuiden van de stadskern van Lokeren. De Ferrariskaart uit jaren 1770 toont het uitgestrekte gehucht Boxelaere, met omvangrijke lintbebouwing langs een aantal landelijke wegen. Het gehucht sloot al bijna aan op de gehuchten Naestveldt in het noordwesten en Everslaer in het westen. Het lag op de weg van Lokeren naar Zele, via het gehucht Hoek.
De Atlas der Buurtwegen uit het midden van de 19de eeuw toont nog steeds de verlinte landelijke gehuchten waaronder Boxlaere. Het tracé van hoofdweg naar Zele lag net ten oosten van Bokslaar. Rond 1856 werd het gebied van noordwest naar zuidoost doorsneden door de spoorlijn Lokeren-Zele, die net ten westen van Bokslaar kwam te liggen. Begin jaren 70 werd zo'n kilometer ten zuiden de snelweg A14/E17 aangelegd. Later werd in het zuiden tussen Bokslaar en de E17 een industriezone ingericht.

## Verkeer en vervoer
Ten zuiden van Bokslaar loopt de snelweg A14/E17, die er een op- en afrit heeft. Ten oosten loopt de N47, die een boog maakt om het stadscentrum en Lokeren met de E17 en buurgemeente Zele in het zuiden verbindt.
De wijk wordt in het oosten begrensd door spoorlijn 57 van Lokeren naar Zele, maar er is geen treinstation meer in de wijk. In 2019 is door een actiegroep een voorstel gedaan de halte weer te reactiveren. De lokale politiek reageerde positief en de NMBS besloot het voorstel nader te onderzoeken.
Deelgemeenten: Daknam · Eksaarde · Lokeren · Moerbeke

Dorpen: Doorslaar · Heiende · Koewacht · Kruisstraat · Oudenbos

Gehuchten: Brandbezen · Bautschoot · Briel · Calaigne · Caudenborm · De Katte · Den Oever · Duivekeet · Eksaardedam · Everslaar · Fortuine · Ganzendries · Lammeken · Heydensveer · Hillare · Hul · Keerken · Keersmakers · Molenhoek · Molsbergen · Naastveld ·  Nieuwpoort · Oosteindeke · Pereboom · Rijssel · Rode Sluis · Scheepken · Staakte · Stenenbrug · Terwest · Turfakkers · Veldeken · Vogelzang · Vossel · Werkstede · Westhoek · Zeveneekskens · Zwarte Sluis

Wijken: Bergendries · Bokslaar · Bloemenwijk · De Kop · Flamigantenwijk · Ledehof · Heirbrug · Lokeren-Zuid · Puttenen · Rozen · Schrijverswijk · Spoele · Stationswijk · Vogelkwijk

Buurten: Kouter · Oude Brug · 't Zand

Belgische gemeenten · Arrondissement Sint-Niklaas · Oost-Vlaanderen · Vlaanderen